# Garagenverordnung

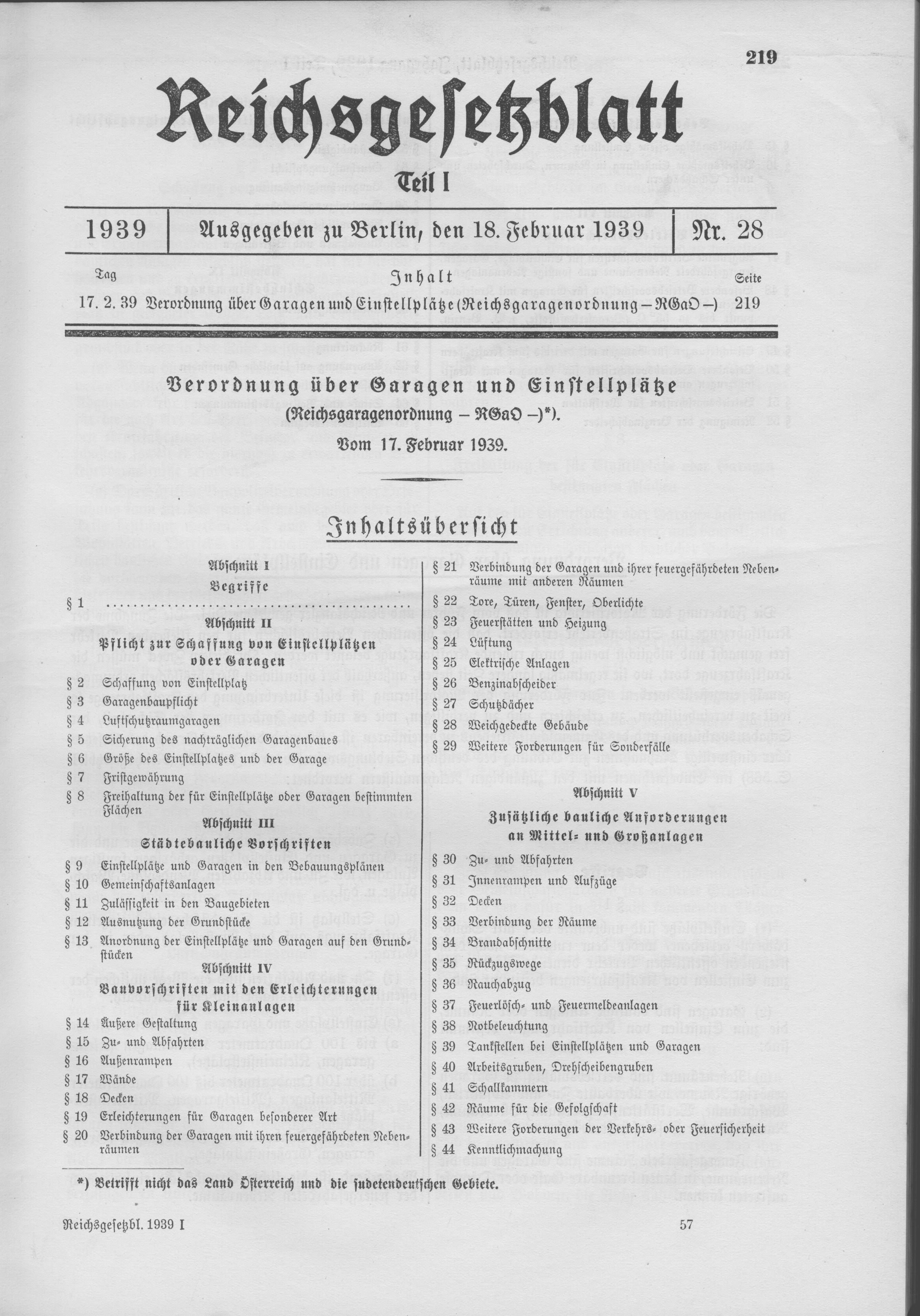
Verordnung über Garagen und Einstellplätze (Reichsgaragenordnung – RGaO –) vom 17. Februar 1939

Die Garagenverordnungen (GarVO, GaVO oder GaStellV) der deutschen Länder enthalten Vorschriften für den Bau und den Betrieb von Garagen und Stellplätzen.
Im Einzelnen ist dort unter anderem Folgendes geregelt:
- die Mindestbreite und der Mindestkurvenradius von Zu- und Abfahrten;
- die maximale Steigung und die Mindestbreite von Rampen;
- die Mindestlänge und -breite von Stellplätzen, die Mindestbreite von Fahrgassen sowie der Mindestanteil von Frauenparkplätzen;
- die Mindesthöhe;
- die Brandschutzeigenschaften von Wänden, Decken, Dächern und Stützen.

In Berlin und in Nordrhein-Westfalen gibt es keine eigenen Garagenverordnungen. In Berlin wurde sie 2004 durch die Verordnung über Prüfungen von technischen Anlagen und Einrichtungen (Anlagen-Prüfverordnung – AnlPrüfVO) außer Kraft gesetzt. In Nordrhein-Westfalen wurden die Inhalte der Garagenverordnung 2009 in die Verordnung über Bau und Betrieb von Sonderbauten integriert.
Die meisten Länder haben die Muster-Garagenverordnung der ARGEBAU übernommen oder verweisen darauf. 
Unterschiede gibt es bezüglich der Entrauchung von Garagen, da diese nur in einigen Ländern gefordert ist.  
Zusätzlich gibt es in den meisten deutschen Bundesländern Stellplatzverordnungen, die vor allem Mindestanzahlen nachzuweisender Stellplätze für PKW bei Bauvorhaben und Nutzungsänderungen vorgeben. Teilweise gibt es auch kommunale Stellplatzsatzungen. 

## Garagenverordnungen der deutschen Länder
| Land                   | Verordnung | Abkürzung                                                               |
| ---------------------- | --- | ----------------------------------------------------------------------- |
| Baden-Württemberg      | Verordnung des Wirtschaftsministeriums über Garagen und Stellplätze | Garagenverordnung – GaVO                                                |
| Bayern                 | Verordnung über den Bau und Betrieb von Garagen sowie über die Zahl der notwendigen Stellplätze | Garagen- und Stellplatzverordnung – GaStellV                            |
| Berlin                 | Verordnung über den Bau und Betrieb von Garagen; außer Kraft gesetzt 2004, entsprechende Regelungen jetzt in der Verordnung über den Betrieb von baulichen Anlagen (ab § 18)                                                                                      | Garagenverordnung – GaVO Betriebs-Verordnung – BetrVO                   |
| Brandenburg            | Brandenburgische Verordnung über den Bau von Garagen und Stellplätzen und den Betrieb von Garagen | Brandenburgische Garagen- und Stellplatzverordnung – BbgGStV            |
| Bremen                 | Bremische Verordnung über den Bau und Betrieb von Garagen | Bremische Garagenverordnung – BremGarVO                                 |
| Hamburg                | Verordnung über den Bau und Betrieb von Garagen und offenen Stellplätzen | Garagenverordnung – GarVO                                               |
| Hessen                 | Verordnung über den Bau und Betrieb von Garagen und Stellplätzen | Garagenverordnung – GaV                                                 |
| Mecklenburg-Vorpommern | Verordnung über den Bau und Betrieb von Garagen und Stellplätzen | Garagenverordnung – GarVO M-V                                           |
| Niedersachsen          | Verordnung über den Bau und Betrieb von Garagen und Stellplätzen | Garagen- und Stellplatzverordnung – GaStplVO                            |
| Nordrhein-Westfalen    | Verordnung über den Bau und Betrieb von Garagen; außer Kraft gesetzt 2009, entsprechende Regelungen jetzt in der Verordnung über Bau und Betrieb von Sonderbauten (ab § 121) sowie in der Verordnung über notwendige Stellplätze für Kraftfahrzeuge und Fahrräder | Garagenverordnung – GarVO Sonderbauverordnung – SBauVO StellplatzVO NRW |
| Rheinland-Pfalz        | Landesverordnung über den Bau und Betrieb von Garagen und Stellplatzanlagen | Garagenverordnung – GarStellVO                                          |
| Saarland               | Dritte Verordnung zur Landesbauordnung | Garagenverordnung – GarVO                                               |
| Sachsen                | Verordnung des Sächsischen Staatsministeriums des Innern über Garagen und Stellplätze | Sächsische Garagen- und Stellplatzverordnung – SächsGarStellplVO        |
| Sachsen-Anhalt         | Garagenverordnung | Garagenverordnung – GaVO                                                |
| Schleswig-Holstein     | Landesverordnung über den Bau und Betrieb von Garagen | Garagenverordnung – GarVO                                               |
| Thüringen              | Thüringer Verordnung über den Bau und Betrieb von Garagen | Thüringer Garagenverordnung – ThürGarVO                                 |